# Pissodes validirostris
Pissodes validirostris é uma espécie de insetos coleópteros polífagos pertencente à família Curculionidae.
A autoridade científica da espécie é C.R. Sahlberg, tendo sido descrita no ano de 1834.
Trata-se de uma espécie presente no território português.